# Mitchel Bakker
Mitchel Bakker (Purmerend, 2000. június 20. –) holland korosztályos válogatott labdarúgó, az Atalanta játékosa.

## Pályafutása

### Klubcsapatokban
A Purmerend korosztályos csapatában ismerkedett meg a labdarúgás alapjaival, mielőtt 2010-ben csatlakozott volna az Ajax akadémiájához. 2018. szeptember 26-án mutatkozott be az első csapatban a HVV Te Werve elleni kupa mérkőzésen. Október 31-én ismét a kupában lépett pályára, a Go Ahead Eagles csapata ellen végig a pályán volt. 2019. július 7-én ingyen igazolt a francia Paris Saint-Germain klubjához, 4 évre írt alá. 2020. január 29-én mutatkozott be a kupában a Pau csapata ellen csereként. A következő körben már kezdőként végig a pályán volt a Dijon ellen. Február 15-én debütált a bajnokságban az Amiens elleni 4–4-re végződő találkozón. 2020. június 15-én jelölték az Európa legjobb 21 éven aluli játékosának járó Golden Boy-díjra. Július 24-én végig a pályán volt a Saint-Étienne elleni  győztes kupa-döntő mérkőzésen. Egy héttel később a ligakupa-döntőt is végigjátszotta, amelyet a Lyon ellen nyertek meg büntetőkkel.
2021. július 12-én a német Bayer Leverkusen szerződtette 2025 nyaráig.
2023. július 7-én az olasz Atalanta szerződtette. 2024. május 22-én a német Bayer Leverkusen ellen megnyerte csapatával az Európa-ligát.

### A válogatottban
Részt vett a 2017-es U17-es labdarúgó-Európa-bajnokságon és csapata minden mérkőzésén végig a pályán volt. A 2021-es U21-es labdarúgó-Európa-bajnokságon négy mérkőzésen lépett pályára.

## Statisztika
2020. március 8-án frissítve.
| Klub                | Szezon   | Bajnokság      | Bajnokság | Bajnokság | Kupa  | Kupa | Ligakupa | Ligakupa | Nemzetközi | Nemzetközi | Egyéb | Egyéb | Összesen | Összesen |
| Klub                | Szezon   | Bajnokság      | Mérk.     | Gól       | Mérk. | Gól  | Mérk.    | Gól      | Mérk.      | Gól        | Mérk. | Gól   | Mérk.    | Gól      |
| ------------------- | -------- | -------------- | --------- | --------- | ----- | ---- | -------- | -------- | ---------- | ---------- | ----- | ----- | -------- | -------- |
| Jong Ajax           | 2017–18  | Eerste Divisie | 15        | 0         | —     | —    | —        | —        | —          | —          | —     | —     | 15       | 0        |
| Jong Ajax           | 2018–19  | Eerste Divisie | 22        | 0         | —     | —    | —        | —        | —          | —          | —     | —     | 22       | 0        |
| Jong Ajax           | Összesen | Összesen       | 37        | 0         | 0     | 0    | 0        | 0        | 0          | 0          | 0     | 0     | 37       | 0        |
| Ajax                | 2018–19  | Eredivisie     | 0         | 0         | 2     | 0    | —        | —        | 0          | 0          | —     | —     | 2        | 0        |
| Ajax                | Összesen | Összesen       | 0         | 0         | 2     | 0    | 0        | 0        | 0          | 0          | 0     | 0     | 2        | 0        |
| Paris Saint-Germain | 2019–20  | Ligue 1        | 1         | 0         | 3     | 0    | 1        | 0        | 0          | 0          | 0     | 0     | 5        | 0        |
| Paris Saint-Germain | Összesen | Összesen       | 1         | 0         | 3     | 0    | 1        | 0        | 0          | 0          | 0     | 0     | 5        | 0        |
| Összesen            | Összesen | Összesen       | 38        | 0         | 5     | 0    | 1        | 0        | 0          | 0          | 0     | 0     | 44       | 0        |

1. ↑  Magában foglalja az Európa-liga és a Bajnokok Ligája mérkőzéseket.

## Sikerei, díjai
- Jong Ajax
  - Eerste Divisie: 2017–18

- Ajax
  - Holland kupa: 2018–19

- Paris Saint-Germain
  - Ligue 1: 2019–20[17]
  - Francia kupa: 2019–20,[18] 2020–21[19]
  - Francia ligakupa: 2019–20[20]
  - Francia szuperkupa: 2020[21]

- Atalanta
  - Európa-liga: 2023–24